# Maria Larsson (Politikerin)

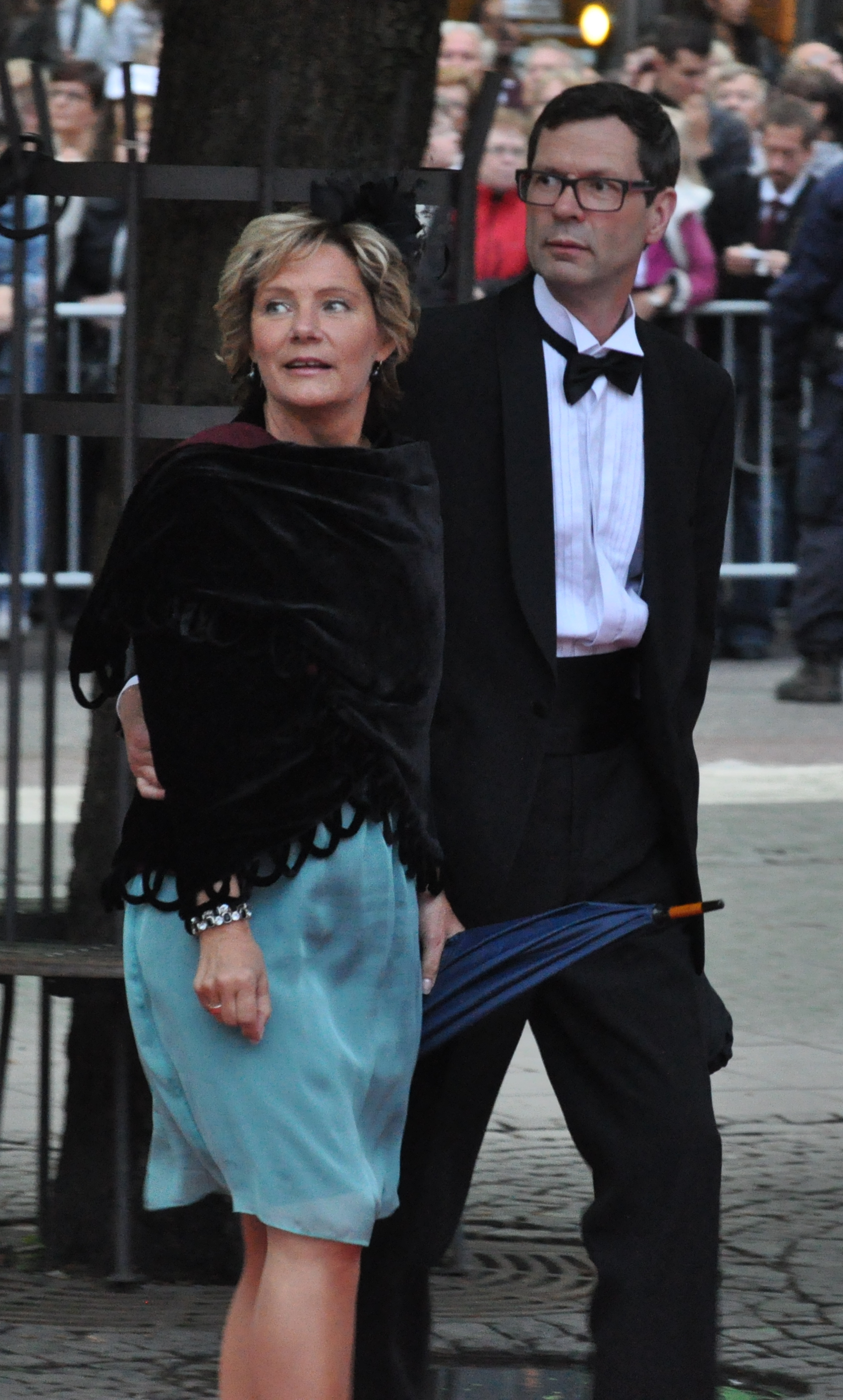
Maria Larsson mit ihrem Mann (2010)

Maria Larsson (* 20. Januar 1956 in Långasjö, Gemeinde Emmaboda, Småland) ist eine schwedische Politikerin der Christdemokraten (Kristdemokraterna). Sie war Ministerin in den Regierungen Fredrik Reinfeldt in den Jahren 2006–2014.
Larsson absolvierte zunächst eine Ausbildung als Lehrerin, die sie 1978 abschloss.
1998 wurde sie für den Bezirk Jönköping in den Reichstag gewählt. In den Jahren 2003 bis 2015 war sie erste stellvertretende Vorsitzende der Christdemokraten; nach dem Rücktritt des langjährigen Parteichefs Alf Svensson bewarb sie sich neben Göran Hägglund und Mats Odell um den Vorsitz, zog aber ihre Bewerbung vor der Wahl wieder zurück. 2006 wurde sie nach der Wahl zum schwedischen Reichstag und dem Sieg der bürgerlichen Allianz für Schweden Ministerin für Volksgesundheits- und Sozialhilfefragen im Sozialministerium, nach der Wahl 2010 wurde sie Ministerin für Jugend und Senioren. 
Bei der Wahl 2014 verlor sie ihr Abgeordnetenmandat und, weil die Regierung Reinfeldt abgewählt wurde, auch ihr Ministeramt. Ab dem 4. Mai 2015 bis zum 31. Dezember 2022 amtierte sie als Landshövding von Örebro län.